# Prasinocyma pedicata
Prasinocyma pedicata là một loài bướm đêm trong họ Geometridae.